# Mongtan-myeon
Mongtan-myeon (koreanska: 몽탄면) är en socken  i kommunen Muan-gun i provinsen Södra Jeolla i den sydvästra delen av Sydkorea, 300 km söder om huvudstaden Seoul.